# Heckler & Koch GMG
Heckler & Koch GMG (okrajšava za Grenade Machine Gun) je avtomatski bombomet, ki ga je razvil koncern Heckler & Koch GmbH in je namenjen predvsem uporabi na različnih platformah ali na prenosnem podstavku.

## Zasnova
Bombomet deluje na modificiranem browningovem principu in deluje iz odprtega zaklepa. Način delovanja je enak kot pri mitraljezu MG-42. Vsak naboj je tako izvlečen iz verige v katero je povezan, prazen tulec pa je po izstrelitvi izvržen skupaj s povezovalnim členom na desno stran orožja. Tak način zahteva obratno polnjenje, zaradi česar je treba paziti kateri del verige je prvi vstavljen v orožje. GMG se lahko polni z leve ali desne strani, kar je dobrodošla možnost, ko gre za uporabo bombometa na premičnih platformah, kjer je levo od strelca navadno manj prostora.
Na voljo je več sprožilcev, ki so enostavno zamenljivi. Tako obstaja držalo v obliki lopate, kjer sprožilec pritisnemo s palcem ter držalo v obliki motorističnega krmila, kjer sprožilec pritisnemo s prsti desne roke. Večina delov je izdelanih iz trpežne aluminijeve zlitine, le cev in drugi vitalni deli so izdelani iz jekla, kar daje nizko skupno maso temu bombometu.

### Varovalke
Orožje ima vgrajenih več varoval, ki preprečujejo nenamerne strele in poškodbe strelca. Prva varovalka je vzvod za izbiro načina streljanja, ki ima tri položaje: zaklenjeno orožje, posamično streljanje in neprekinjen rafal. Druga varovalka je vgrajena v odprtino za nameščanje verige z naboji. Ta zavaruje verigo, ko je orožje odprto in preprečuje vstavljanje naboja v ležišče. Tretja varovalka varuje udarno iglo in dovoljuje proženje samo takrat, ko je cel naboj v ležišču. Varovalka zaklepa je nujna na vseh orožjih, ki streljajo iz odprtega zaklepa in mehansko preprečuje premik zaklepa in s tem nehoten strel pri transportu. Zadnja varovalka preprečuje nenameren strel pri polnitvi orožja. Do tega lahko pride kadar strelcu pri vstavljanju naboja v cev ročica za napenjanje spolzi iz rok preden je kladivce do konca napeto in orožje pripravljeno za strel. GMG im zato vgrajeno posebno varovalko, ki ustavi zaklep, če kladivce ni v povsem pripravljenem položaju.

### Merki
MGM ima na voljo več različnih namerilnih naprav. Nanj se lahko namestijo optične namerilne naprave, naprave za nočno uporabo, poleg optičnih, pa so na bombometu tudi pomožni klasični odprti in v vse smeri nastavljivi merki.

## Uporabniki
- Finska
- Nemčija
- Grčija
- Irska
- Nizozemska
- Združeno kraljestvo
- Slovenija